# August Wilhelm von Neumann-Cosel
August Wilhelm von Neumann (-Cosel) (* 17. April 1786 in Neiße; † 20. Mai 1865 in Berlin) war ein preußischer General der Infanterie sowie von 1841 bis 1848 Chef des Militärkabinetts des preußischen Königs Friedrich Wilhelm IV.

## Leben
August Wilhelm war der Sohn des späteren Generalmajors David von Neumann (1739–1807) aus Wehlau und dessen Ehefrau Elisabeth Josepha Maria Antonia, geborene von Jost (1745–1827) aus Potsdam. Sein Vater, der am 10. Juni 1779 als Premierleutnant in den preußischen Adelsstand erhoben worden war, hatte von 1802 bis zu seinem Tod am 16. April 1807 das Kommando über die Festung Cosel in Schlesien.
Neumann trat am 1. Januar 1800 als Gefreiterkorporal in das Infanterieregiment „von Sanitz“ ein, wurde 1803 Fähnrich und 1806 Sekondeleutnant. Er kämpfte 1806 im Krieg mit Frankreich, wurde im Gefecht bei Ohlau verwundet und war später seinem Vater bei der Verteidigung Cosels gegen bayerische und französische Truppen als Adjutant zugeteilt. Am 31. März 1807 gelang es ihm, die belagerte Festung zu verlassen, um einen Bericht seines Vaters an den König in Königsberg zu bringen. Dieser beförderte den Festungskommandanten David von Neumann zum Generalmajor, jedoch kam August Wilhelm erst nach dessen Tod mit dieser Nachricht nach Cosel zurück. Der nachrückende Kommandant Ludwig Wilhelm von Puttkamer hielt die Festung bis zum Frieden von Tilsit im Juli 1807. In den folgenden Friedensjahren diente Neumann in verschiedenen Adjutanturen.
Während der Befreiungskriege wurde Neumann in der Schlacht von Großgörschen 1813 erneut verwundet und erhielt das Eiserne Kreuz II. Klasse. In der Schlacht bei Waterloo führte er 1815 das Schlesische Schützen-Bataillon, dessen Kommandant er 1814 geworden war, und erwarb sich das Eiserne Kreuz I. Klasse und den russischen Orden des Heiligen Georg IV. Klasse. Anschließend übernahm Neumann als Major das Kommando über das Garde-Jäger-Bataillon und wurde 1817 zum Inspekteur aller Jäger und Schützen ernannt. Im Jahr 1829 zum Oberst und 1836 zum Generalmajor befördert, wurde Neumann im Mai 1838 Chef des Stabes beim Kronprinzen Friedrich Wilhelm. Nach seiner Thronbesteigung ernannte ihn Friedrich Wilhelm im Juni 1840 zu seinem Generaladjutanten.
Ein Jahr später war er Abteilungschef der persönlichen Angelegenheiten des Königs im Kriegsministerium und damit Chef des Militärkabinetts. Im Jahr 1844 erfolgte seine Beförderung zum Generalleutnant, ab 1847 war er Chef des Reitenden Feldjägerkorps. Im Juni 1848, während der Märzrevolution, bat er den König um Entbindung von seinen Aufgaben beim Kriegsministerium. Dieser folgte seiner Bitte, jedoch erhielt Neumann kein höheres Truppenkommando. Im Jahr 1853 zum General der Infanterie befördert, reichte er im April 1856 seinen Abschied ein. Der König lehnte ab, verringerte Neumanns Aufgabenbereich und stellte ihm für einen neuen Antrag eine Frist bis zum Herbst 1856. Diese ließ Neumann verstreichen. Für seine Verdienste erhielt er 1857 den Schwarzen Adlerorden. 
August Wilhelm von Neumann starb 79-jährig am 20. Mai 1865 in Berlin. Seine Frau, Amalie von Dresky (* 17. August 1788 in Glatz; † 9. Februar 1859), die er am 12. Oktober 1810 in Kreisau bei Schweidnitz geheiratet hatte, war bereits 1859 ebenfalls in Berlin verstorben. Beide sind auf dem Alten Garnisonfriedhof in Berlin bestattet, das Grab ist erhalten. Das Ehepaar hatte fünf Söhne, von denen alle die Offizierslaufbahn einschlugen. Die beiden jüngsten, Gustav (1819–1879) und Rudolf von Neumann-Cosel (1822–1888), wurden Generale der Preußischen Armee.
Neumann war Infolge seiner Nähe zum König und dienstlicher Kontakte Inhaber zahlreicher hoher Orden deutscher und ausländischer Staaten. Kaiser Wilhelm II. gab ihm zu Ehren am 27. Januar 1889 dem 1. Schlesischen Jäger-Bataillon Nr. 5 in Hirschberg den Namen „von Neumann“.